# Material de metal (química)
En un laboratorio de química se utilizan diversos materiales de laboratorio; a aquellos que están constituidos principalmente por metal, se los denomina “Material de metal”.
La mayoría de estos materiales se emplean para sujeción de otros materiales.eale

## Materiales metálicos
- Agarradera
- Aro
- Doble nuez
- Balanza de platillos
- Mecheros
  - Mechero
  - Mechero Bunsen
  - Mechero Meker
- Pinzas
  - Pinza de Mohr
  - Pinza metálica
- Sacabocados
- Rejilla de asbesto
- Soporte Universal
- Tela metálica
- Trípode
- Cucharilla

- Datos: Q6006010